# Electrona risso
L'esclat (Electrona risso) és una espècie de peix de la família dels mictòfids i de l'ordre dels mictofiformes present a l'Atlàntic oriental (des de les Illes Britàniques fins a Namíbia), la Mediterrània, l'Atlàntic occidental (des de Surinam fins al Brasil), l'Atlàntic nord-occidental (Canadà), l'Índic (0°-40°S), el Pacífic occidental (Austràlia), el Pacífic oriental i el Mar de la Xina Meridional.
Els mascles poden assolir 8,2 cm de longitud total i tenen entre 32 i 34 vèrtebres. És un peix marí i d'aigües profundes que viu entre 90-820 m de fondària.
És depredat per Beryx splendens a les Illes Açores, Lagenodelphis hosei a les Filipines i Stenella longirostris a les Filipines.
Assoleix la maduresa sexual a partir dels 5,9 cm de llargària. És ovípar amb larves i ous planctònics. A la Mediterrània fresa, principalment, entre l'estiu i la tardor.